# Silje Brøns Petersen
Silje Brøns Petersen (* 5. Dezember 1994 in Herlev, Dänemark) ist eine gebürtige dänische Handballspielerin, die seit November 2021 die deutsche Staatsbürgerschaft besitzt. Sie steht beim deutschen Bundesligisten BSV Sachsen Zwickau unter Vertrag.

## Leben
Silje Brøns Petersen kommt aus dem Kopenhagener Vorort Herlev. Sie entstammt einer Handballerfamilie: Ihr Vater war Spieler und ist nun Trainer, ihre Mutter war Championsleague-Gewinnerin und ihre älteren Schwestern Emilie und Nikoline spielen oder spielten ebenfalls professionell Handball.

## Vereinskarriere
Silje Brøns Petersen war als Jugendliche im Team des dänischen Clubs Rødovre HK und wechselte 2013 zum Zweitligisten Virum-Sorgenfri HK.
2015 wechselte sie zum ungarischen Erstligisten Siófok KC. Im Frühjahr 2016 sollte ihr Einjahresvertrag verlängert werden, im Mai desselben Jahres kam es aber zu einer Vertragsauflösung und Petersen kehrte zu Virum-Sorgenfri zurück. Aus der laufenden Verpflichtung übernahm sie im Dezember 2016 die HSG Blomberg-Lippe. Im Februar 2018 wurde der Vertrag bis 2020 verlängert. Anschließend wechselte sie zur TuS Metzingen. Ab dem Sommer 2022 stand sie beim dänischen Erstligisten København Håndbold unter Vertrag. Im Januar 2024 wechselte sie zum italienischen Erstligisten PDO Handball Salerno 1985. Seit dem Sommer 2024 steht sie beim dänischen Verein EH Aalborg unter Vertrag. Zur Saison 2025/26 wechselte Silje Brøns Petersen zum BSV Sachsen Zwickau.

## Auswahlmannschaften
Silje Brøns Petersen wurde von Bundestrainer Henk Groener im November 2021 in den Kader der deutschen Nationalmannschaft berufen. Am 7. November 2021 bestritt sie ihr Länderspieldebüt gegen Russland.